# Asedio neogranadino de Cartagena de Indias (1815)
El Asedio neogranadino de Cartagena de Indias (1815) fue un breve enfrentamiento militar librado entre facciones revolucionarias, por un lado, el gobierno del Estado Libre de Cartagena, y por el otro, las Provincias Unidas de la Nueva Granada. El sitio acabó con un acuerdo de paz y sólo contribuyó a debilitar a las fuerzas patriotas ante la llegada de una expedición realista.

## Antecedentes

### Planes de Bolívar
Después de capturar y saquear Santafé de Bogotá, el 15 de diciembre de 1814 el general de división Simón Bolívar fue nombrado por el gobierno de las Provincias Unidas de la Nueva Granada Capitán General de los Ejércitos de la República. Por su intervención en la campaña, su lugarteniente, Rafael Urdaneta, fue nombrado general de división el 5 de enero de 1815. Sin embargo, Bolívar tuvo que soportar un juicio militar por las acusaciones de sus rivales, siendo absuelto. Luego, el 13 de enero, el Congreso federal neogranadino se trasladó de Tunja a Bogotá tiempo que Bolívar aprovechó para decidir cuáles serían sus próximos movimientos militares.
Bolívar se decidió a marchar sobre Santa Marta para seguir sobre Riohacha, Maracaibo, Coro y toda la costa norte de la actual Venezuela hasta tomar el «corazón» del país. Posteriormente, esperaba regresar a la Nueva Granada por Cúcuta y seguir con nuevas campañas en el sur hasta el Virreinato del Perú. Este plan incluía conducir parte del material militar en los pocos buques que tenía, los cuales también serían usados para bloquear el puerto de Santa Marta. Para esto contaba con el apoyo del Congreso federal, pues sus integrantes deseaban recuperar Santa Marta y asegurarse que Cartagena no fuera vulnerable a un ataque por tierra.
Bolívar salió de Bogotá el 23 o 24 de enero, y debió dejar algunas unidades en la ciudad, pero tenía cuadros veteranos de los batallones de Urdaneta con los que esperaba reclutar y organizar un ejército de 6.000 hombres en Tunja y Socorro. Llevaba dinero para cuatro meses y una orden al gobierno cartagenero de entregarle las armas, municiones, artillería y bagaje necesarios. Al parecer, contaba que podía tomar Santa Marta y Riohacha con los hombres bajo su mando y luego hacer levas en esas provincias para atacar Maracaibo. Siguió el camino de Honda, por donde pasó al día siguiente, y luego el río Magdalena para llegar a Cartagena. Recuperó la villa de Ocaña, ocupada el 30 de enero por el capitán realista Ignacio de La Rus.
Santa Marta era importante, era el único puerto neogranadino aún en poder monárquico y ahí estaba el capitán general neogranadino (luego virrey), Francisco José Montalvo y Ambulodi, quien temía que un ejército de 3500 o 4000 revolucionarios atacara su ciudad. Según fuentes decimonónicas, como un estudio del filósofo alemán Karl Marx, apenas tenía 200 hombres. Por su parte, José Manuel Restrepo, historiador colombiano, afirma que eran 300 soldados de línea más algunas milicias. Su colega y compatriota, Enrique Uribe White, los eleva a 2.000 entre soldados y milicianos, pero igualmente Montalvo no creía ser capaz de resistir si Bolívar atacaba. Bolívar menciona que no había más de 1.500 realistas entre Plato, Tenerife y Ocaña. La plaza tenía tan pésimas condiciones defensivas que Montalvo ya había reservado un barco francés para huir, mientras los vecinos habían enviado cartas prometiendo abrir las puertas de la villa y expulsar a la guarnición en cuanto llegara el Libertador.

### Situación en Cartagena
Después de una gran derrota en la Ciénaga Grande, el 28 de marzo de 1814, las fuerzas cartageneras quedaron en crisis, motivando un motín al mando del coronel venezolano Miguel Carabaño el 25 de mayo. Esta intentona fue suprimida con facilidad, pero desprestigió al vicepresidente de Cartagena, Gabriel Gutiérrez de Piñeres, cuya familia tenía fuertes lazos con el coronel y se creía lo habían animado; cuando Bolívar estuvo ahí, el 25 de septiembre, encontró a la ciudad portuaria dividida. A finales de año, el Congreso neogranadino decretó la centralización de los ministerios de Guerra y Hacienda y la formación de un triunvirato como poder ejecutivo, medidas que requerían la reforma de la Constitución de Cartagena. Se debían nombrar a las nuevas autoridades, que serían un poder ejecutivo (un gobernador y un teniente que lo supliría), un poder legislativo (un Senado con 3 miembros y una Cámara de representantes con 7) y un poder judicial (un Tribunal de Justicia con 3 miembros). Para ello, el 24 de noviembre se reunió un Colegio o Consejo Electoral que nombró como su presidente al doctor Miguel Díaz Granados.
El 17 de diciembre, el Consejo Electoral se reunió y eligió al doctor venezolano Pedro Gual como representante de la provincia ante el Congreso. Luego se eligió como nuevo presidente de Cartagena a José María García de Toledo por quince votos, venciendo al vicepresidente Gutiérrez de Piñeres con diez. Esto llevó a los piñeristas a reclamar violentamente, pues consideraban a la elección como viciada y que García de Toledo era hispanófilo, pues anteriormente había sido crítico de la independencia y nunca se había retractado. Cincuenta piñeristas, al mando del doctor Ignacio Muñoz, tomaron machetes y sables y empezaron a amenazar a los electores para que eligieran al vicepresidente. El presidente del Consejo, Miguel Díaz Granados y Núñez de Dávila, pidió la intervención a Gutiérrez de Piñeres pero este último no hizo nada. Todo empeoró cuando uno de los alcaldes ordinarios, José María Castillo Ponce, ordenó cerrar el edificio de la legislatura, dejando atrapados dentro a los electores. Fue entonces que Germán Gutiérrez de Piñeres, hermano del vicepresidente, propuso que se eligiera a ambos candidatos como cónsules, lo que chocaba con la Constitución de la ciudad, que establecía un ejecutivo unipersonal. Obviamente, García de Toledo y sus partidarios abandonaron el lugar pero se dio por aceptado el compromiso. La situación se mantuvo tensa, pero Gutiérrez de Piñeres desplazó a su rival porque contaba con el apoyo del capitán Luciano D'Elhuyar, comandante de la plaza. Así, ambos cónsules acordaron renunciar el 19 de diciembre. El Consejo Electoral no se sentía seguro como para tomar la decisión y se negó a aceptar las renuncias, limitándose a renombrarlos como gobernadores y a aplazar toda decisión definitiva para el 1 de enero de 1815, cuando se reuniera de nuevo. Como los partidarios de ambos hacían presión para que los eligieran y viendo que no se podía resolver el entuerto, los gobernadores prefirieron que se eligiera un tercer candidato de consenso, quien resultó ser Gual, considerado un hombre culto, íntegro y neutral.
Sin embargo, los partidarios de García de Toledo informaron de los eventos al coronel Manuel del Castillo y Rada, comandante de la línea del Magdalena, quien vio la oportunidad de entregar el gobierno a su amigo y preparar la defensa de la ciudad, pues Bolívar se aproximaba y no deseaba entregarle el equipo militar de sus almacenes. Además, estaba ocupado lanzando una ofensiva contra Santa Marta. Los cabildos en el partido de Tierradentro y Mahates le pidieron su intervención y recibió dinero y víveres de Barranquilla, Soledad, Sabanalarga y Turbaco, los pueblos de Aguada de Pablo, San Estanislao y Ternera también le dieron provisiones. El 5 de enero, Castillo salió de Sabanalarga y llegó a Turbaco, donde se encontró con García de Toledo y una tropa reclutada en Tierraadentro y Mahates. Ahí proclamó a su amigo como presidente legítimo y avanzó a la ciudad con 1.200 soldados, de los que mil eran infantes y el resto un grupo de caballería. El mismo día, García de Toledo declinó la proclamación y Gual asumió como gobernador encargado al ser nombrado por la legislatura y D'Elhuyar arrestó a los cónsules. En dicha situación, los piñeristas pretendieron derrocar a Gual y poner en su lugar a Pedro Medrano, hombre inculto pero dispuesto a todo, pero fueron vencidos en la Puerta de la Media Luna (cerca del actual monumento a los Zapatos Viejos). El 8 de enero, Castillo se entrevistó con Gual, quien viendo los desórdenes en la plaza le dejó entrar. Castillo aprovechó para expulsar a los jefes piñeristas a las islas Antillas, lo que los salvó de la represión de la reconquista monárquica (la sentencia de los García de Piñeres, Muñoz y otros era de seis años de destierro en Estados Unidos).

## Fuerzas enfrentadas

### Provincias Unidas
El militar irlandés y amigo personal de Bolívar, Daniel Florencio O'Leary, en sus diarios compilados en unas Memorias, dice que el Libertador creía que los 2.000 hombres que mandaba bastarían para conquistar Santa Marta y Riohacha, aunque él considera el plan una locura por ser muy pocos. El mismo general venezolano concuerda con esa cifra, agregando que incluye a los reclutas de Mariquita y el Bajo Magdalena. Esto sirvió de inspiración al historiador, José Manuel Restrepo, para afirmar esos 2.000 hombres estaban organizados en tres batallones de infantería y el escuadrón Dragones de Caracas. El militar venezolano, Feliciano Montenegro Colón, da la misma cifra y agrega que esos batallones eran los venezolanos La Guaira, Barlovento y Valencia, a los que se suman los dragones y algunas compañías de neogranadinos. El historiador, también venezolano, Rafael María Baralt, también apoya ese número.
En cambio, el filósofo Karl Marx estimaba al ejército de Bolívar en 2.400 efectivos al inicio del sitio, y en un informe del capitán monárquico Ignacio de la Rus, atemorizado por el avance patriota, se los calcula en 680 infantes y 100 jinetes desmontados. El número más alto lo da el educador colombiano Pedro Fernández Madrid, unos 3.000 revolucionarios. Acorde al historiador Fabio Lozano Lozano, los 2.000 soldados de Bolívar habían sido reclutados en Cundinamarca, Tunja, Socorro, Cartagena y Pamplona y contaban con 22 cañones, 1200 saquetes de metralla, 11 600 balas, más de 1000 cartuchos de pólvora, 1100 fusiles, 300 sables, 600 lanzas, 140 000 cartuchos con balas, 3 quintales de pólvora en grano, 92 tiendas de campaña, 10 quintales de plomo en pasta, 500 armas en composición, vestuario, vituallas, víveres y brigadas, y el oro y la plata de sus arcas.
Tanto Restrepo como Baralt y Fernández Madrid sostienen que menos de 500 hombres portaban fusiles, de ahí que necesitaran los pertrechos bélicos y suministros que Cartagena podía proporcionarles. O'Leary cree que eran apenas 300 armas de fuego, muchas inútiles. Según Marx, su única artillería era una pieza pequeña, lo que le obligó a dedicarse a bloquear la ciudad. Según el político venezolano Felipe Larrazábal, cuando pasó por Mompox y el Bajo Magdalena no tomó la artillería que se encontró, esto se debió a que no deseando provocar a los cartageneros.

### Cartagena
Según historiadores decimonónicos como Restrepo o Montenegro Colón, las tropas de la provincia de Cartagena estaba formada por 3.000 hombres y 22 barcos de guerra cuando Castillo asumió. El historiador francés Clément Thibaud la reduce a 924 soldados. En cambio, Bolívar afirma que Castillo se había apoderado de la plaza con 1.200 soldados. El investigador cartagenero Gabriel Jiménez Molinares menciona que después de asumir en agosto de 1814, Cortés Campomanes disponía de 1.720 soldados y 18 barcos bien armados y tripulados, eran el «residuo que quedara después de la disolución del Ejército del Magdalena ocasionada por la conducta de Carabaño». Tuvo que reorganizar la línea defensiva del río Magdalena hasta ser reemplazado por Castillo en noviembre.
Acorde a Marx, la ciudad tenía 80 piezas de artillería.

## Asedio

### Negociaciones
En Cartagena se encontró con el desafío de un rival suyo, el coronel Castillo, quien se negó a cumplir las órdenes de entregarle armas al militar venezolano. Aducía que no tenía las armas y municiones para defender el puerto y ante tal necesidad no podía entregarlas. Anteriormente, había escrito un documento público para criticarlo. Por ejemplo, Bolívar siempre afirmó poseer grandes conocimientos históricos, pero Castillo lo desprestigió atacando esa erudición:

Examine V.E., ya que se precia de haber leído la historia, la conducta que en los mayores apuros de la República Romana observó Fabio Máximo: recuerde V.E. los sucesos de la segunda guerra púnica: las repetidas derrotas de los Romanos, que pusieron la República al borde de su ruina: la fuerza colosal que los amenazaba con Aníbal a su frente; compara V.E. su propia conducta con la de aquel General, y las consecuencias venidas a Venezuela, de la de V.E. y a Roma de la de Fabio Máximo. V.E. verá la sabia conducta de este ilustre general rehusando el combate, ocupando posiciones, trastornando en sus bien cambiados movimientos, los proyectos del contrario, y salvando la República moribunda. Él fue censurado por los que no conocían los principios de la guerra, que vituperaban su prudente circunspección, atribuyéndola a cobardía; pero al fin el suceso manifestó el error.

El doctor Gual aconsejó a Castillo no alejarse de la ciudad y lo mismo le comunicó al comandante militar, teniente coronel Mariano Montilla. También enemigos de Bolívar, como el coronel Manuel Cortés Campomanes, solicitaron al gobernador interino continuar el mando de Castillo y dejarlo a cargo de la expedición a Santa Marta, e incluso Luis Echegaray, presidente de la legislatura y amigo de Gual y Montilla, llegó a acusar al general venezolano de cobarde, inepto e incapaz. El nuevo gobernador de Cartagena, Juan de Dios Amador, nombrado el 31 de enero, previno a Castillo de no obedecer ninguna orden de Bolívar y el propio brigadier publicó una circular para los pueblos del Magdalena en que llamaba a usar la fuerza contra las tropas de su rival.
El 9 de febrero, Bolívar llegó a Santa Cruz de Mompox, donde escribió una carta a Gual, cercano a Castillo y la familia García Toledo, para que mediara en la disputa; esto fue una toma de postura difícil, Mompox en esos momentos estaba dominada por los piñeristas y le acababan de dar un buen recibimiento. En el documento le confesó estar triste por la suerte de los Gutiérrez de Piñeres, quienes siempre le dieron hospitalidad, reclutas y provisiones cuando estuvo en Mompox, pero se comprometía a no tomar partido por ninguno de los bandos en disputa en la ciudad, pues lo que temían sus rivales era que intentara devolver a los Gutiérrez de Piñeres al poder. También se debe mencionar que el alcalde de Mompox era Celedonio Gutiérrez de Piñeres, hermano de los exiliados, ferviente partidario de Bolívar y enemigo acérrimo de Castillo, cuya familia conservaba una enorme influencia en la villa. Tanto él como los oficiales venezolanos, objetivo principal del odio de los cartageneros, animaban al Libertador a tomar medidas hostiles de forma inmediata.
Bolívar envió cartas para Gual y Castillo, primero a través de su edecán, teniente Pedro Kent, luego con el comisionado Francisco García del Fierro y al final, mediante su secretario, José Rafael Revenga. Los dos primeros tuvieron frías respuestas, pero el último logró negociar una reunión Zambrano (o Sambrano), cerca de Barranca. El historiador Eduardo Lemaitre señala que la carta sirvió para que Gual interviniera y ablandara la posición de Castillo, quien le ofreció a Bolívar aportarle 500 reclutas y 800 fusiles. El día de la reunión, 12 de marzo, Bolívar y sus oficiales se pusieron en camino al pueblo, ordenando al edecán Kent adelantarse para saludar y felicitar a Castillo. Sin embargo, Kent regresó con la noticia de que Castillo jamás llegó. Después de esto, Bolívar solicitó al gobierno de las Provincias Unidas que nombrase a otro general, pero la respuesta fue enviar al canónigo Juan Marimón como mediador, pero aquel sólo logró empeorar la disputa. Marimón, mediante una carta, le ofreció a Bolívar que organizara un nuevo plan de operaciones contra Santa Marta, pero en que obrara de forma conjunta con Castillo, a cambio el gobierno cartagenero le entregaría 800 fusiles en Cartagena (más los 700 que ya había tomado en Mompox), 30.000 a 40.000 pesos y el 5.° batallón Mompós y las milicias a sueldo de la provincia quedarían a su disposición. También se prometía el envío de 500 refuerzos del interior de la Nueva Granada y los hombres del Socorro reclutados anteriormente por Carabaño. Ante estas circunstancias, el Libertador volvió a ofrecer su dimisión y pidió al ejecutivo venir personalmente a hacer cumplir su autoridad, sin respuesta.

### Inicio
El general venezolano estaba atrapado, pues sin las armas no podía atacar Santa Marta, pero la falta de transportes le impedía regresar a Bogotá, por lo que debió quedarse en Mompox, donde las deserciones y la viruela hacían bajar el número de soldados mientras subía el de hospitalizados. Resolvió seguir bajando el Magdalena hasta llegar a Barrancas él mismo y enviar una nueva carta para explicar a Marimón, Amador y Castillo que sus intenciones eran pacíficas. La respuesta de los cartageneros fue animar a los soldados de Bolívar a desertar.
El asedio propiamente tal comenzó el 26 de marzo, cuando Bolívar ocupó Turbaco, a 4 leguas de la ciudad, momento en que escribió una carta al gobierno federal explicando la situación: afirma que presentó las directrices federales al gobierno cartagenero, haciendo también generosas ofertas, pero fue rechazado y Castillo se dedicó a hacer los preparativos para un asedio en lugar de devolver a sus soldados a sus posiciones a lo largo del Magdalena. También escribió un quinto mensaje a Cartagena, pues ahora estaba más cerca y la respuesta debía ser más rápida. Esta vez envió al teniente coronel Tomás Montilla, hermano de Mariano, pero al llegar fue insultado y sus ofertas interpretadas como un ultimátum. El gobernador Amador creó una Junta de Seguridad Pública que ofreció pasaporte a todo vecino favorable a dar ayuda a Bolívar, pero cuando fueron a solicitarlos los encarcelaron; eran más de 100, incluyendo el ahora coronel D'Elhuyar. Todos ellos fueron embarcados en un buque con pocos víveres y desterrados al extranjero.
Ante tal situación, Bolívar reunió a sus oficiales en un consejo de guerra y resolvieron tomar el cerro La Popa el 27 de marzo, encontrando sus pozos de agua envenenados. Cuando la artillería de la ciudad empezó a dispararle no pudo responder, pues carecía de baterías propias. En cambio, escribió al Marimón y pidió que aceptaran su renuncia, buscaran un reemplazo y dispusieran un barco en Sabanilla para que se fuera porque no deseaba escalar el conflicto entre revolucionarios. Marimón contestó que dejara el mando en cualquier oficial excepto el general Santiago Mariño y el coronel Miguel Carabaño, así que Bolívar eligió al brigadier Florencio Palacios, quien estaba con la vanguardia en Ocaña para impedir su reocupación por los realistas. Sin embargo, cuando convocó a sus oficiales para informar su decisión, estos contestaron que no podía, pues el gobierno cartagenero había declarado a los exiliados venezolanos apátridas y rebeldes, había ordenado combatirlos a las tropas en el Magdalena y a los civiles evacuar pueblos cercanos, envenenar pozos, ocultar víveres e insultar a los emisarios. Después de esto, Bolívar volvió a escribir al gobierno federal pidiendo un reemplazo.
El 30 de marzo, Bolívar volvió a escribirle a Marimón asegurando que él sólo deseaba cumplir con las órdenes del gobierno federal y no deseaba combatir y desperdiciar en un conflicto interno las vidas de sus veteranos huidos de Venezuela. La respuesta del canónigo fue evasiva, así que el general de división exigió una entrevista presencial pero la petición fue denegada. El 8 de abril, le escribió de nuevo a este comisionado para advertir que este conflicto sólo ayudaría a los realistas para que sacaran ventaja de la división, por lo que debían unirse pero no obtuvo respuesta. El 9 de abril, de nuevo escribió protestando, asegurando que haría lo necesario para cesar el conflicto. El 11 de abril, reiteró sus proposiciones en otra carta pero la respuesta fue una proclama pública de Castillo hablando en su contra.
Posteriormente, se logró acordar una entrevista para el 18 de abril, justo al pie de los castillos cartageneros. Cuando Bolívar observó que los cañones apuntaban al punto acordado se negó a asistir a menos que los jefes de la ciudad juraran respetar el armisticio. El 22 de abril, en un informe para Castillo, Marimón acusaba «sólo mi crasa ignorancia entendería por armisticio una suspensión de hostilidades».

### Final
Cuando el asedio ya llevaba un mes empezaron a llegar noticias del arribo de la Expedición Pacificadora del teniente general Pablo Morillo, quien desembarcó en Puerto Santo, cerca de Carúpano, el 4 de abril. Ante el peligro inminente, Bolívar decidió apartarse para evitar más divisiones y que se pudiera entablar una adecuada resistencia. Viendo tal división entre los patriotas, el capitán general de la Nueva Granada, Francisco José Montalvo y Ambulodi, envió parlamentarios a Cartagena para ofrecerles una alianza contra Bolívar, pero toda oferta fue rechazada.

Ni necesitamos de la protección que US. nos ofrece en sus oficios de 29 de marzo y 15 del de la fecha [abril], para terminar nuestras diferencias con el General Bolívar, ni cuando las necesitásemos la aceptaríamos jamás. Sucumbiríamos mil veces en la querella, más antes que deber a su concurrencia un triunfo que nos cubriría de oprobio, y que había de ser pagado con nuestra libertad. US. ha pensado aprovecharse de la ocasión de vernos divididos, y de lisonjear nuestro amor propio, y se ha engañado; no hay división en tocando a nuestra libertad, no hay pasiones en tratándose de repeler a US., y nuestro orgullo es muy noble para entrar en coalición con nuestros tiranos. Si al menos hubiera US. manejado mejor la coyuntura, y hecho su proposición con alguna delicadeza: pero todo lo contrario, el modo ha sido tan chocante como la sustancia. ¿Quién no ha de abrasarse al oír que un hombre que tiembla de Bolívar como US. nos excite a ser instrumentos de su seguridad, y al mismo tiempo nos intime esclavitud? ¡Que imprudencia!¡Que necedad! Persuadirse que en pleitos de hombres libres pueda interesarse con el prospecto de la servidumbre.
 Ya pudiera US. tener experiencia de que no nos pone miedo ese tono sultánico, que ofende con sus perdones todavía más que con sus amenazas. En vano es también que afecte US. tanta solicitud por nuestras disensiones domésticas: acá sabemos que pueblo jamás se regeneró sin convulsiones. Nosotros sobrellevamos las nuestras mirando siempre a su origen y a su término, que merecen éste entre otros sacrificios; ellas calmarán, y si no calmaren, el negocio es nuestro, ¿a US. qué le importa?¿Qué tiene US. que ver con la nación libre e independiente de la Nueva Granada?¿O es por ventura lo mismo titularse Gobernador de ella que serlo?
 Por lo demás de los oficios de US., me remito a las contestaciones dadas por el Supremo Congreso a don Toribio Montes, y a US. mismo, que antes de ser ahora se le han comunicado. Pero a mayor abundamiento dirigiré a S.A. dichos oficios, por si tuviere que añadir; y US. logra en fin desengañarse de la inutilidad de sus tentativas.
 Dios guarde a Us. muchos años.

De todas formas, los realistas estaban decididos a aprovechar la situación. El 15 de abril el capitán español Valentín Capmany tomaba Barranquilla, que estaba completamente desguarnecida, capturando 18 bongos armados con piezas de 18 a 24 libras. La ofensiva siguió cuando Capmany asaltó Sabanilla, Soledad y todos los pueblos a orillas del Magdalena desde Barranca hasta su desembocadura. A las 05:00 horas del 29 de abril, el capitán Ignacio La Rus, quien había tomado los pueblos entre Peñón y Morales, atacó la estratégica Mompox, cuya guarnición había desertado animada por los emisarios de Castillo. Con esta ofensiva, las fuerzas de la provincia de Cartagena 2.000 fusiles, 100 piezas de artillería de diverso calibre, 400 a 500 quintales de pólvora, municiones de todo tipo, 1.300 uniformes, instrumentos de zapa y 34 barcos armados de la escuadrilla revolucionaria.
Ante tal situación, el Libertador hizo una junta de guerra y convenció a sus lugartenientes de aceptar su renuncia y partida. Dirigió un acta al comisionado con su dimisión el 7 de mayo, lo que permitió a la mayoría de jefes y oficiales marcharse. Al día siguiente, en el caño de Basurto se embarcó en el bergantín inglés La Descubierta, partiendo para Kingston el día 9.

## Consecuencias

### Explicaciones a la renuncia
Para explicar las razones de su renuncia y destierro, Bolívar escribió una carta:

¡Soldados! El gobierno general de la Nueva Granada me puso a vuestra cabeza para despedazar las cadenas de nuestros hermanos esclavos en las provincias de Santa Marta, Maracaibo, Coro y Caracas. Venezolanos, vosotros debíais volver a vuestro país: granadinos, vosotros debíais restituiros al vuestro, coronados de laureles. Pero, aquella dicha, y este honor se trocaron en infortunio. Ningún tirano ha sido destruido por vuestras armas: ellas se han manchado con la sangre de hermanos en dos contiendas, iguales en el pesar que nos han causado. En Cundinamarca combatimos por unirnos: aquí por auxiliarnos. En ambas partes la gloria nos ha concedido sus favores: en ambas hemos sido generosos. Allí perdonamos a los vencidos y los igualamos a nosotros: acá nos ligamos con nuestros contrarios para marchar juntos a libertarles sus hogares. La fortuna de la campaña está aún incierta: vosotros vais a terminarla en los campos enemigos, disputándolos el triunfo contra los tiranos.
 ¡Dichosos vosotros que vais a emplear vuestros días por la libertad de la patria!¡Infeliz de mí, que no puedo acompañaros, y voy a morir lejos de Venezuela, en climas remotos, porque quedéis en paz con vuestros compatriotas! Granadinos, venezolanos, que habéis sido mis compañeros en tantas vicisitudes y combates, de vosotros me aparto para ir a vivir en la inacción, y a morir por la patria. Juzgad de mi dolo, y decidid si hago un sacrificio de mi corazón, de mi fortuna y de mi gloria, renunciado al honor de guiaros a la victoria. -La salvación del ejército me ha impuesto esta ley: no he vacilado. - Vuestra existencia y la mía eran aquí incompatibles. Preferí la vuestra. Vuestra salud es la mía, la de mis hermanos, la de mis amigos, la de todos, en fin, porque de vosotros depende la República.

El español Mariano Torrente llama a este comportamiento «generoso desprendimiento» de forma irónica, pues considera que Bolívar uso la situación como un pretexto para escapar al ver perdida la guerra. En cambio, Larrazábal, fuerte partidario del Libertador, acusa al español de «cruel» y a Castillo de «envidioso y ruin». Niega toda acusación y asume que la renuncia se debió a la voluntad del general venezolano de sacrificarse por una causa mayor.

### Bajas
Marx afirma que las deserciones y enfermedades redujeron al ejército de Bolívar a 700 hombres. En cambio, Baralt sostiene que se perdieron 800 hombres por enfermedades durante el asedio. Larrazábal afirma que Bolívar perdió 1.000 soldados. O'Leary que en 40 días se perdió casi la mitad de la fuerza de Bolívar por las pestes. Restrepo dice que quedaron 1.200 veteranos al servicio de Palacios. Sin embargo, terminaron por desaparecer debido a la inacción.
En un estudio de 1919, el militar e historiador colombiano, Jorge Mercado, señala que la guarnición de la ciudad justo antes de llegar Morillo habría sido de apenas 1.600 plazas. Para llegar a esa conclusión se había basado en datos aportados por Restrepo y O'Leary. Según Francisco Antonio Encina, la ciudad tenía 1.000 regulares en su guarnición. Por entonces, las Provincias Unidas estaban sumidas en la anarquía, aunque el gobierno federal había sometido a Cundinamarca había perdido el control de Cartagena, que actuaba de forma independiente. Al mismo tiempo, los monárquicos de Santa Marta se volvían más fuertes con el apoyo de Maracaibo y Coro. Desde una perspectiva militar, sus fuerzas estaban dispersadas y desgastadas, 3.000 soldados estaban distribuidos por un enorme territorio entre Cúcuta, Casanare y Popayán, se había perdido otro tanto recientemente en la fallida expedición de Antonio Nariño y los 3.000 de Cartagena actuaban por su cuenta. Además, contaban con malas armas, tácticas anticuadas y escasas municiones, estaban desorganizadas y con las heridas del conflicto interno muy presentes.
Morillo llegó a Santa Marta el 22 de julio y la noticia arribó a Cartagena el 4 de agosto. La ciudad ya tenía sus recursos escasos, pero en lugar de expulsar a las bocas inútiles se permitió a los refugiados entrar. En cambio, en Santa Marta Morillo recibió numerosos auxilios, en buena medida porque los planes del Libertador jamás se llevaron a cabo. El 18 de agosto, se presentó en las cercanías de Cartagena la flota de Morillo, mientras que el 28 de agosto llegaba por tierra, arrasando todo a su paso, el brigadier Francisco Tomás Morales con sus llaneros, comenzaba el gran asedio.
Por último, en Santa Marta Morillo organizó la división Volante formada por los batallones Albuera, Puerto Rico y Granada y un escuadrón del regimiento Húsares de Fernando VII bajo el mando del gobernador de la villa, brigadier Pedro Ruiz de Porras. Sus 1.000 efectivos partieron el 28 de julio con destino a Mompox.